# Atelidea nona
Atelidea nona is een spinnensoort in de familie van de strekspinnen. De wetenschappelijke naam van de soort werd voor het eerst geldig gepubliceerd in 2017 door Sankaran, Malamel, Joseph en Sebastian.